# Willi Layh
Willi Layh (* 12. Oktober 1903 in Berlin; † 25. Dezember 1977 in Zepernick, Brandenburg) war ein deutscher Lehrer und Schulleiter sowie Schriftsteller und Liedtexter.

## Leben
Layh war der Sohn des Schlossers Hermann Layh. Von 1917 bis 1921 besuchte er als Freischüler das Köllnische Gymnasium. 1922 trat er eine Banklehre an, beendete die Ausbildung 1924 und war anschließend bis 1945 als Bankangestellter tätig. Ebenfalls 1922 begann er Gedichte zu verfassen; 1939 kam es zu ersten Veröffentlichungen in der Berliner Börsen-Zeitung und im Berliner Lokal-Anzeiger. 1942 wurde er zur Wehrmacht eingezogen, im Mai 1943 jedoch als untauglich entlassen wurde. Einer erneuten Einberufung im September 1944 entging er durch einen chirurgischen Eingriff. Nach dem Krieg trat er im August 1945 der KPD bei und stand zunächst in Diensten der sowjetischen Truppen, ehe er ab Oktober 1945 als sogenannter Neulehrer in Kienbaum Grundschülern Unterricht erteilte. 1949 stieg er zum Schulleiter in Zepernick auf. Aus gesundheitlichen Gründen schied er schon 1951 aus dem Schuldienst aus. Er blieb in Zepernick wohnhaft und widmete sich fortan der Schriftstellerei. 1952 wurde er Mitglied des Deutschen Schriftstellerverbandes.
Layh verfasste Reportagen, agitatorische Lieder, Gedichte und Nachdichtungen. Als Lyriker trat Layh mit schlichten Gedichten hervor, in denen er für den sozialistischen Aufbau Partei ergriff. Seine Verse, deren volksliedhafte Motive vielfach aus dem ländlichen Bereich stammten, boten sich für die Vertonung an. Er veröffentlichte in den Zeitungen und Zeitschriften Neues Deutschland, Der Morgen, Tägliche Rundschau (der er über zwei Jahre lang als freier Mitarbeiter verbunden war), Berliner Zeitung, B.Z. am Abend, Märkische Volksstimme, Neuer Tag, Sächsische Zeitung, Freie Presse, Lausitzer Rundschau, Das Volk, Tribüne, Junge Welt, Sonntag, Die Weltbühne, Fröhlich sein und singen, Eulenspiegel und vielen weiteren Presseerzeugnissen. Seine Beiträge finden sich darüber hinaus in Anthologien, Chor- und Liederbüchern, Schulfibeln, Broschüren, Kalendern der DDR und ihrer sozialistischen Nachbarstaaten. 
Für seinen den Jungpionieren in den Ferienlagern gewidmeten Gedichtzyklus Frohe Ferientage für alle Kinder verlieh ihm das Amt für Literatur und Verlagswesen bei der Regierung der Deutschen Demokratischen Republik 1953 den 1. Preis in der Sparte „Kinder- und Jugendlieder und Gedichte“. Dessen Vertonung erfolgte 1957 durch Ernst Hermann Meyer. E. H. Meyer verarbeitete insgesamt knapp 60 seiner Gedichte zu Liedern und Kantaten. Weitere in der DDR lebende Komponisten, so Ottmar Gerster, Leo Spies, Siegfried Köhler, Paul Dessau und Jean Kurt Forest vertonten mindestens eine seiner lyrischen Vorlagen. Bei Veranstaltungen in der Öffentlichkeit wie im Fernsehen waren von Layh getextete Lieder oft mit einbezogen. Der Berliner Rundfunk spielte sie und der VEB Deutsche Schallplatten Berlin veröffentlichte auf seinen Sublabels regelmäßig Aufnahmen dieser Lieder. Sein von E. H. Meyer vertontes Lied vom Plan wurde vielfach in Büchern und Zeitungen abgedruckt. Der 1963 entstandene Text von Mein blaues Tuch (Mein Schmuck ist mein Halstuch), ebenfalls vertont von Meyer und verbreitet durch Zeitungen und Zeitschriften, wurde auch in Schulbüchern verwendet, wodurch das Pionierlied bis heute zu den bekanntesten gehört und im wiedervereinigten Deutschland Eingang auf diverse Pionierlied-Kompilationen fand. Die Anfangszeile „Mein Schmuck ist mein Halstuch“ wurde als Titel für eine Studie zum Pionierhalstuch gewählt. Zu DDR-Zeiten immer wieder neu aufgelegt wurden die Einspielungen des Weihnachtsgedichtes Winternacht in der musikalischen Fassung von Hans Naumilkat. Anlässlich des 20. Jahrestages der DDR-Gründung führte Layh zusammen mit Siegfried Köhler die Auftragsarbeit des Rates des Kreises Bernau in Form der Liederfolge Es wächst das Werk in weitem Rund aus. Die pompöse Aufführung mit Hunderten Mitwirkenden fand im Haus der Offiziere in Bernau statt. Genau fünf Jahre danach verlieh man ihm den Vaterländischen Verdienstorden in Silber.
Layhs Grab befindet sich auf dem Friedhof in Zepernick. Seinen Nachlass verwaltet das Archiv der Akademie der Künste in Berlin.

## Werk

### Bücher
- 1953: Vorwärts, unser Weg ist gut. Gedichte. Dietz Verlag, Berlin.
- 1953: Ich mache mit – du auch. Gedichte. Dietz Verlag [?], Berlin.
- 1958: „Da sah denn jeder mit Schrecken ein, es muß wo was nicht in Ordnung sein“. (Vom Deutschen Literatur-Lexikon und der Deutschen Nationalbibliothek, nicht aber von anderen Verzeichnissen,[1][4][12] ihm zugeschrieben.)

### Liederfolgen und Kantaten
- 1957: Frohe Ferientage für alle Kinder! Kantate nach Worten von Willi Layh, Musik von Ernst H. Meyer, UA 1958
- 1960: Freundschaft, des Friedens liebliche Schwester. Eine kleine Kantate in vier Gesängen nach Worten von Willi Layh, Musik von Ernst H. Meyer, UA 23. Juli 1960 im Kinder-Ferienlager am Werbellinsee
- 1965 (?): Vom neuen Brot. Kantate, Musik von Hans Naumilkat, Auszüge vorgestellt am 11. September 1965 in Seelow, UA 7. November 1965 im Kreiskulturhaus Bernau
- 1968: Erlebte Freundschaft. Kantate für Mezzosopran (Bariton), Kinderchor, Sprecher und kl. Orchester, Musik von Ernst H. Meyer, UA 1969
- 1968: Es wächst das Werk in weitem Rund. Eine Liederfolge zum 20. Jahrestag der Deutschen Demokratischen Republik, Musik von Siegfried Köhler, UA 7. Oktober 1969 im Haus der Offiziere Bernau

### Liedbeiträge auf Schallplatten
- ?: Zum Abschied (Es schweigt der Tag …) auf Das gesprochene Wort (Eterna)
- 1963: Winternacht auf Weihnachtslieder (Eterna)
- 1965: Die Taube (Taubenflug auf weißen Schwingen) auf Wir lieben das Leben. Jugend- und Kinderlieder (Eterna)
- 1966: Den Helden auf Unsere Neue Musik 47 (Nova, Nachaufl. Eterna)
- 1967: Ein Lied auf unser Leben auf Baut die Straßen der Zukunft (Eterna)
- 1968: Frohe Ferientage für alle Kinder und Freundschaft, des Friedens liebliche Schwester auf Unser Leben im Lied 19 (Eterna)
- 1969: Lied für junge Sportler (Zum Wettkampf tretet an …) auf Sportler voran (Eterna)
- 1969: Winternacht (Die Nacht ist kalt und klar …) auf Neue Lieder und Kantaten zur Weihnachtszeit (Eterna)
- 1971: Ein Lied auf unser Leben auf Freunde, kommt mit (Nova) bzw. Unser Tag ist voll fröhlicher Lieder (Eterna)
- 1971: Ich darf die Fahne tragen auf Fröhlich sein und singen (Nova)
- 1971: Weihnachtsabend (Weihnacht ist, und jeder Raum glänzt im Kerzenschimmer) auf Sind die Lichter angezündet (Eterna)
- 1972: Das Bild auf Lenin hat gesprochen (Nova)
- 1973: Unser Land auf Seid gegrüßt, ihr stolzen Berge (Amiga)
- 1974: Schreiten wir in Reih und Glied auf Mein Freundschaft g‘hört Frau Musica (Eterna)
- 1974: Wiegenlied (Schlaf Kind, über Busch und Baum …) auf Musik für Kinder (Nova) bzw. Unsere neue Musik 26 (Eterna)
- 1977: Das Lied ist nicht zu Ende auf Unsere neue Musik 49 (Nova, Nachaufl. Eterna)
- 1986: Weihnachtsabend (Wald und Felder dicht verschneit …) auf Ernst Hermann Meyer: Lieder (Eterna)
- 1998: Mein blaues Halstuch (Mein Schmuck ist mein Halstuch) auf Fröhlich sein und singen (Die schönsten Pionierlieder) (Amiga)
- 2011: Mein blaues Halstuch (Mein Schmuck ist mein Halstuch) auf Sing mit, Pionier! Die schönsten Lieder der Jungpioniere (Amiga)

## Auszeichnungen
- 1953: 1. Preis in der Sparte „Kinder- und Jugendlieder und Gedichte“ vom Amt für Literatur und Verlagswesen bei der Regierung der Deutschen Demokratischen Republik
- 1961: Kunst-Preis des Bezirks Frankfurt/O.
- 1963: Preis für künstlerisches Volksschaffen 1. Klasse
- 1964: Ehrenurkunde des Zentralen Ausschusses für Jugendweihe
- 1965: Verdienstmedaille der DDR
- 1967: Ehrennadel der Gesellschaft für Deutsch-Sowjetische Freundschaft in Silber
- 1971: Dr.-Theodor-Neubauer-Medaille in Gold des Deutschen Schriftstellerverbandes, Bezirksverband Berlin
- 1973: Aktivist der sozialistischen Arbeit
- 1974: Vaterländischer Verdienstorden in Silber